# Orgilus ortrudae
Orgilus ortrudae är en stekelart som beskrevs av Taeger 1989. Orgilus ortrudae ingår i släktet Orgilus och familjen bracksteklar. Inga underarter finns listade i Catalogue of Life.